# Egyptens tredje dynasti
Egyptens tredje dynasti varade omkring 2650–2575 f.Kr..
Dynastin räknas till det Gamla riket i det forntida Egypten. Den mest välkände av den tredje dynastins faraoner var Djoser som med hjälp av sin arkitekt Imhotep lät uppföra trappstegspyramiden i Sakkara. De andra härskarna under dynastin vet man inte mycket om och deras inbördes ordning är omtvistad. I Sinai påbörjades gruvdrift under dynastin.
| Födelsenamn | Tronnamn        | Horusnamn   |
| ----------- | --------------- | ----------- |
| Nebka       | –               | Sanakht     |
| Djoser      | Netjerikhetnebu | Netjerikhet |
| Djoserteti  | –               | Sekhemkhet  |
| –           | –               | Khaba       |
| Huni        | Neferkare       | Kahedjet    |